# الکساندر مانزیارا
الکساندر مانزیارا (انگلیسی: Aleksander Mandziara; ۱۶ اوت ۱۹۴۰ – ۲ سپتامبر ۲۰۱۵) بازیکن فوتبال اهل لهستان بود.
از باشگاه‌هایی که در آن بازی کرده‌است می‌توان به باشگاه فوتبال ناک بردا اشاره کرد.